# Abierto de Estados Unidos 2000

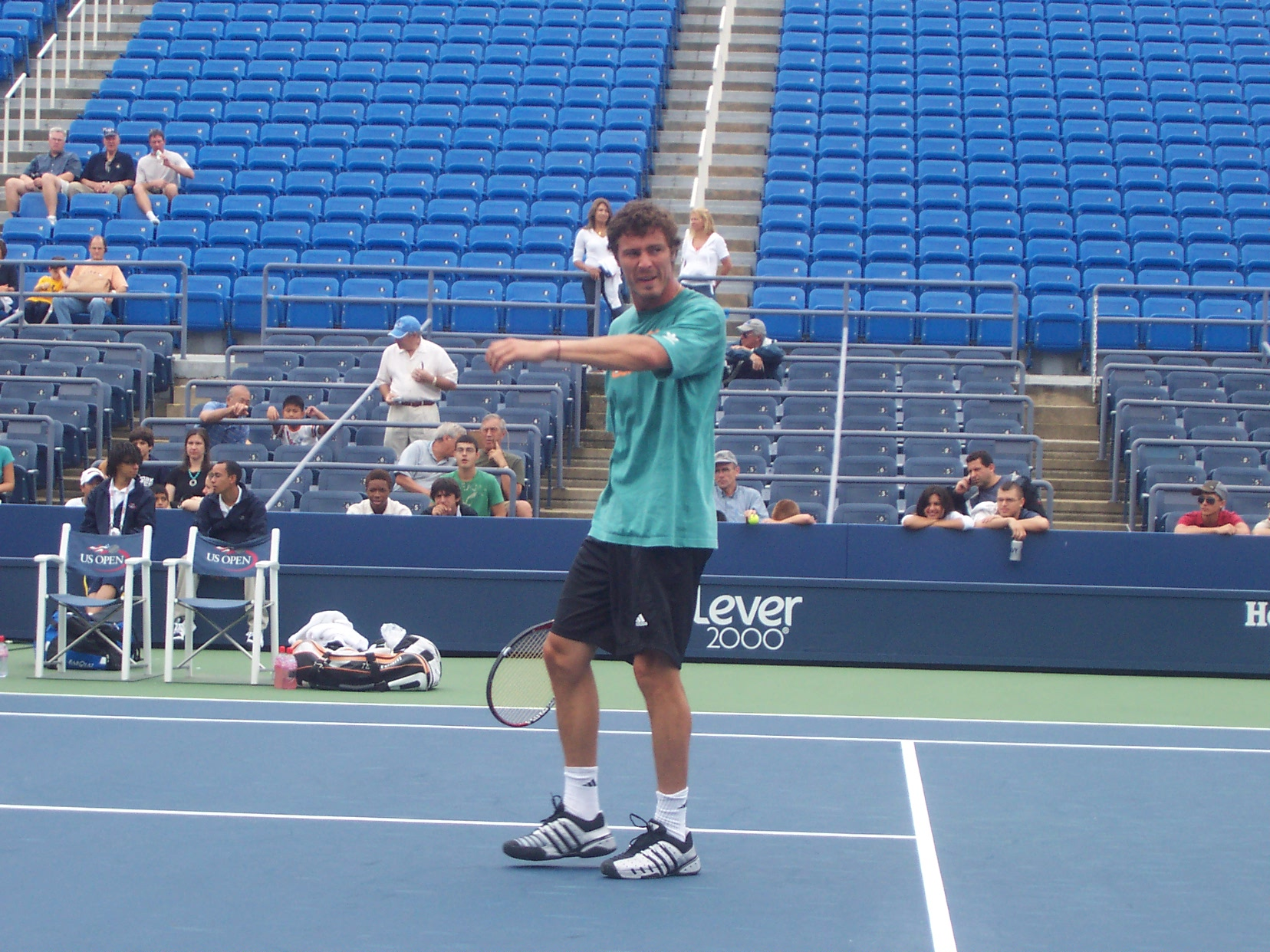
Marat Safin

Lista de los campeones del Abierto de los Estados Unidos de 2000:

## Seniors

### Individual Masculino
Marat Safin (RUS) d. Pete Sampras (USA), 6-4, 6-3, 6-3

### Individual Femenino
Venus Williams (USA) d. Lindsay Davenport (USA), 6-4, 7-5

### Dobles Masculino
Lleyton Hewitt (AUS)/Max Mirnyi (BLR)¹ d. Rick Leach (USA)/Ellis Ferreira (RSA), 6-4, 5-7, 7-6 

### Dobles Femenino
Julie Halard-Decugis (FRA)/Ai Sugiyama (JPN) d. Cara Black (ZIM)/Elena Likhovtseva (RUS), 6-0, 1-6, 6-1

### Dobles Mixto
Arantxa Sánchez Vicario (ESP)/Jared Palmer (USA) d. Anna Kournikova (RUS)/Max Mirnyi (BLR), 6-4, 6-3
¹ Primer equipo de dobles en ganar el título sin ser cabeza de serie.

## Juniors

### Individual Masculino
Andy Roddick (USA) d. Robby Ginepri (USA), 6-1 6-3

### Individual Femenino
María Emilia Salerni (ARG) d. Tatiana Perebiynis (UKR), 6-3 6-4

### Dobles Masculino
Lee Childs/James Nelson (GBR) d. Tres Davis/Robby Ginepri (USA), 6-2 6-4

### Dobles Femenino
Gisela Dulko/María Emilia Salerni (ARG) d. Aniko Kapros (HUN)/Christina Wheeler (AUS), 3-6 6-2 6-2
- Datos: Q643498
- Multimedia: 2000 US Open (tennis) / Q643498

| Predecesor: Abierto de los Estados Unidos 1999 | Abierto de los Estados Unidos 2000 | Sucesor: Abierto de los Estados Unidos 2001 |
| Predecesor: Campeonato de Wimbledon 2000       | Grand Slam 2000                    | Sucesor: Abierto de Australia 2001          |